# Llena de amor
Llena de amor es una telenovela mexicana, producida por Angelli Nesma para Televisa en el 2010. Es una adaptación de la telenovela venezolana Mi gorda bella. 
Está protagonizada por Ariadne Díaz y Valentino Lanús; junto con Azela Robinson, Alexis Ayala, Roberto Palazuelos, María Elisa Camargo, Roberto Ballesteros y Altaír Jarabo. en los roles antagónicos. Con las actuaciones estelares de César Évora, Laura Flores, Armando Araiza y Maricarmen Vela y Aarón Hernán; además de la actuación especial de la primera actriz Lucía Méndez.

## Sinopsis
Marianela es una niña dulce, divertida y muy inteligente, se podría decir que lo tiene todo, menos la belleza física, pues es una joven con sobrepeso. 
Durante años, Marianela ha comido chocolates como antidepresivos, pues a pesar de irradiar felicidad, ella se siente muy sola, ya que desde los ocho años ha vivido en un internado, lejos de su mamá. El día de su graduación de preparatoria Marianela finalmente logra reunirse con Eva, su madre, quien le pide disculpas por haberla abandonado tanto tiempo y le promete que jamás se van a volver a separar, pero jamás se imaginan que Eva morirá de forma misteriosa, en un terrible accidente.
A raíz de esto, Marianela se ve obligada a irse a vivir a casa de su tía Fedra, una mujer perversa y de malos sentimientos, quien siempre odió a Eva y no descansará hasta destruir a su sobrina. Marianela sufre un sinnúmero de humillaciones, por parte de su tía y de Kristel, su prima, quienes constantemente se burlan de su sobrepeso. Por ello Marianela debe sacar su fuerza interior para lograr vencer las adversidades que se le presenten. Dentro de su nuevo 'hogar', Marianela verá la luz, y conocerá el amor al reencontrarse con Emanuel, un guapo publicista que se convertirá en su amigo y confidente y que con el paso del tiempo, terminará enamorado de ella.
Por otro lado, Marianela, se refugiará constantemente en su tía Netty, la hermana de su mamá, una simpática actriz retirada, que tiene una pensión y que ha hecho de la gente que vive en ella, su familia. Netty poco a poco le irá enseñando a su sobrina a quererse, a valorarse y enfrentar todos aquellos obstáculos que se le presenten en el camino.
Decidida a eliminarla para siempre, Fedra tratará de envenenar con unos chocolates a Marianela, pero todo lo hará de tal forma para que apunte a que Emanuel es el responsable del atentado. Marianela logrará salvarse, pero sufrirá una fuerte desilusión al creer que Emanuel trató de matarla, este incidente la motivará a bajar de peso y a tener un físico envidiable, saludable y hermoso, que prácticamente la harán convertirse en otra mujer. A partir de ese momento Marianela comenzará a tramar una interesante venganza en contra de Emanuel y todas aquellas personas que la hicieron sufrir en el pasado.

## Elenco
- Ariadne Díaz - Marianela Ruiz y de Teresa Pavón / Victoria De la Garza Montiel
- Valentino Lanús - Emmanuel Ruiz y de Teresa Curiel / Lirio de Plata
- Azela Robinson - Fedra Curiel de Ruiz y de Teresa / Juana Felipa Pérez Fernández
- César Évora - Emiliano Ruiz y de Teresa
- Laura Flores - Ernestina "Netty" Pavón Romero
- Alexis Ayala - Lorenzo Porta-López
- Roberto Ballesteros - Bernardo Izquierdo
- Roberto Palazuelos - Mauricio Fonseca Lombardi
- Altair Jarabo - Ilitia Porta-López Rivero
- Armando Araiza - Brandon Moreno Cervantes
- Aarón Hernán - Máximo Ruiz y de Teresa
- Maricarmen Vela - Carlota Ruiz y de Teresa
- Lucía Méndez - Eva Pavón Romero Vda. de Ruiz y de Teresa
- Angelina Peláez - Mamá Dolores
- Tina Romero - Paula De Franco
- Eduardo Liñán - León Garduño
- Cecilia Gabriela - Camila "Muñeca" Rivero de Porta-López
- Carlos Cobos - Benigno Cruz
- Héctor Sáez - Comisario Agustín Tejeda
- Patricia Martínez - Gladiola Cervantes Vda. de Moreno
- Marcela Páez - Consuelo
- Rafael Amador - Fidel Mendoza
- Rosita Pelayo - Flora
- Lorena Enríquez - Dorothy "Doris" Moreno Cervantes
- Ricardo Margaleff - Oliver Rosales / Graciela Agustina "Chelatina" Lozano
- Diego Amozurrutia - Axel Ruiz y de Teresa Curiel
- María Elisa Camargo - Kristel Ruiz y de Teresa Curiel
- Christina Mason - Grettell Ruiz y de Teresa Curiel / Manolo De la Garza Montiel
- Ivonne Ley - Nereida Pérez
- Mariana Van Rankin - Delicia Flores
- Alejandro Felipe Flores - Javier
- Mariana Quiroz - Manzanita
- Alberto Agnesi - André Silva
- Mariluz Bermúdez - María Perea
- Michelle Renaud - Lorena Fonseca
- Lili Goret - Carolina
- Otto Sirgo - Juez Félix Pantoja
- Roberto Blandón - Ricardo
- Raúl Magaña - Luis Felipe Ruiz y de Teresa
- Fernando Robles
- Teo Tapia - Lic. Ordaz
- Vanessa Arias - Jacqueline Pereyra
- Martín Cuburu - Lic. Eugenio Pacheco
- Luis Uribe - Cap. José María Sevilla "El Lirio de Plata"
- Rebeca Mankita - Mayela Santibáñez
- Sergio Jurado - Dr. Arnoldo
- Ricardo Vera - Lic. Rivas
- Carlos Gascón - Jorge Jauma
- Manuela Imaz - Fabiola Fonseca
- Ricardo Franco - Alfredo
- Georgina Pedret - Ángela
- Fernanda López - Begoña Riquelme
- Kelchie Arizmendi - Marilda
- Perla Encinas - Zorayda Ruiz y de Teresa Curiel
- Zoraida Gómez - Juana Felipa Pérez / Fedra Curiel de Ruiz y de Teresa (Joven)
- Marcelo Córdoba - José María Sevilla (Joven)
- Gabriela Goldsmith - Fedra de Curiel
- Oscar Traven - Aristóteles Curiel
- Lizzeta Romo - Almudena Rodríguez
- Luis Fonsi - El mismo [5]

## Otras versiones
- Llena de amor es la adaptación mexicana de la telenovela venezolana "Mi gorda bella" producida por la extinta productora RCTV entre 2002 y 2003, estuvo protagonizada por Natalia Streignard y Juan Pablo Raba.

## DVD
El Grupo Televisa lanza a la venta en formato DVD sus novelas.

## Premios y nominaciones

### TV Adicto Golden Awards
| Año  | Categoría                | Nominados    | Resultado |
| ---- | ------------------------ | ------------ | --------- |
| 2010 | Mejor personaje femenino | Laura Flores | Ganadora  |

### Premios TVyNovelas 2011[8]
| Categoría                 | Nominado(a)                    | Resultado |
| ------------------------- | ------------------------------ | --------- |
| Mejor telenovela          | Angelli Nesma                  | Nominada  |
| Mejor actor               | Valentino Lanús                | Nominado  |
| Mejor actor antagónico    | Alexis Ayala                   | Nominado  |
| Mejor actriz antagónica   | Azela Robinson                 | Nominada  |
| Mejor actor juvenil       | Diego Amozurrutia              | Nominado  |
| Mejor revelación femenina | Christina Mason                | Nominada  |
| Mejor tema musical        | "Llena de amor" por Luis Fonsi | Nominado  |

### Premios People en Español 2011
| Categoría               | Nominado(a)   | Resultado |
| ----------------------- | ------------- | --------- |
| Mejor actriz secundaria | Altair Jarabo | Nominada  |